# بلدة فريدونيا (ميشيغان)
فريدونيا (بالإنجليزية: Fredonia Township, Michigan)‏ هي بلدة تقع بولاية ميشيغان في الولايات المتحدة. تبلغ مساحتها 90.7 (كم²)، وترتفع عن سطح البحر 286 م، بلغ عدد سكانها 1723 نسمة في عام تعداد الولايات المتحدة 2000 حسب إحصاء مكتب تعداد الولايات المتحدة وتصل الكثافة السكانية فيها إلى 19.5 نسمة/كم2.

## وصلات خارجية
- http://www.fredoniatownship.com
- The US50 - Cities and Towns in Michigan State
- Michigan Cities and Towns, Facts, Map, Flag, Colleges, Government, and More